# Контора заводу «Дзевульського і Лянге»
Контора заводу «Дзевульського і Лянге»  — промислова будівля-офіс ліквідованого керамічного комбінату у Слов'янську. Пам'ятка архітектури та містобудування від 1999 року. Знаходиться за адресою вулиця Вокзальна, 2.

## Історія

### Заснування

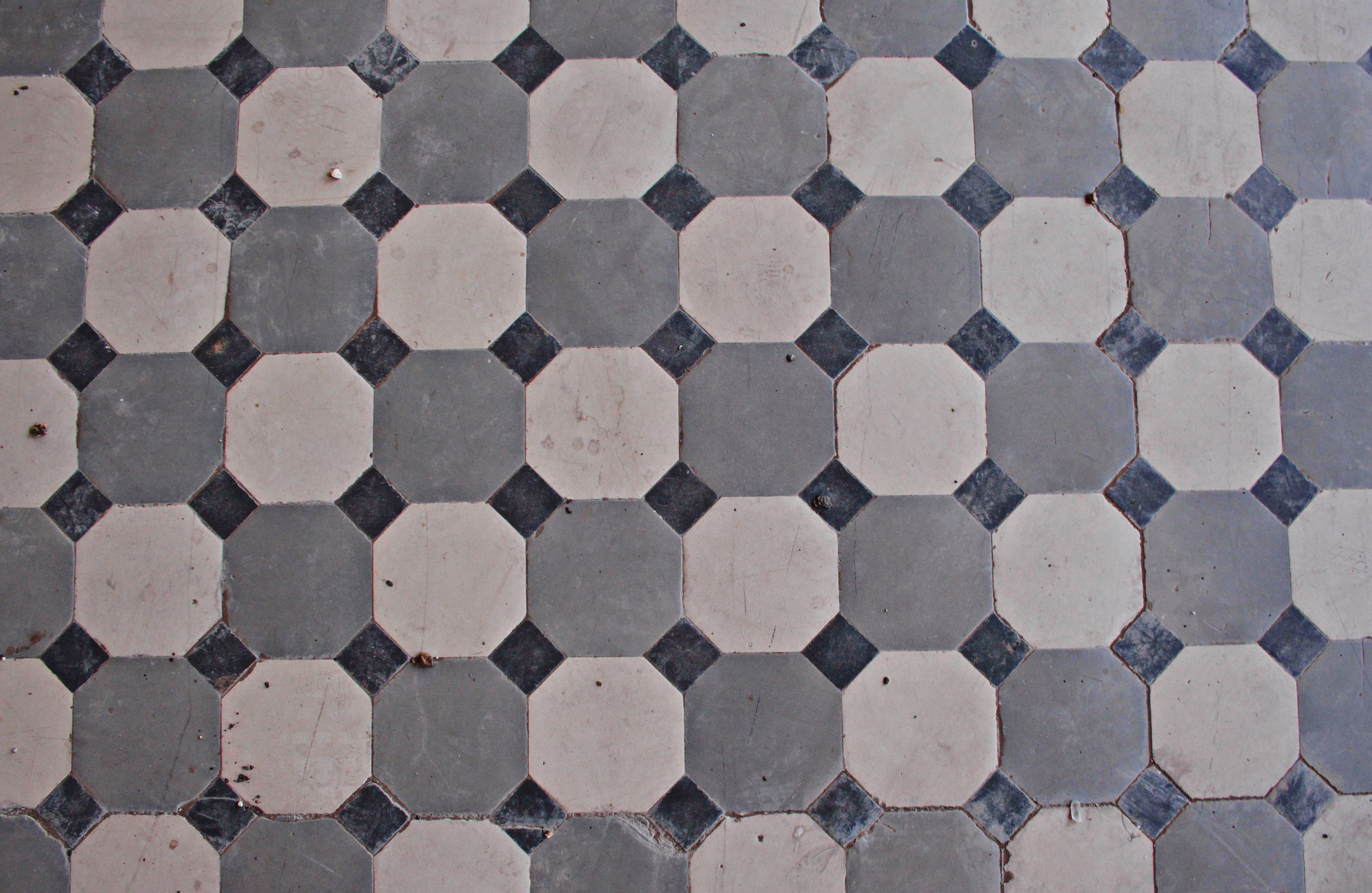
Плитка, яку виготовяло підприємство

У 1893 році троє австро-угорських підприємців відкрили акціонерне товариство «Дзевульський і Лянге» й купили земельну ділянку для побудови заводу поблизу залізниці в місті Слов'янськ Харківської губернії.
Засновник Ян Дзевульський і брати Юзеф і Владислав Лянге, успішні підприємці й керівники, власники керамічного заводу в місті Опочно зрозуміли, що найкраща глина, нещодавно збудована Курсько-Харківсько-Севастопольська залізниця й дешева робоча сила дають родючий ґрунт для розширення бізнесу і збільшення виробництва.Від самого початку завод Дзевульського і Лянге почав виготовляти керамічну плитку для виощування підлоги використовуючи лише два парових двигуна. В перше ж десятиліття фірма «Дзевульський і брати Лянге» отримала високі нагороди за якість виробів.

### За часів СРСР
Під час політики «воєнного комунізму» підприємство націоналізовано та перетворено у Слов'янський керамічний комбінат імені Крупської. Будівлю контори переобладнано у адміністрацію, а згодом, з будівництвом нового адміністративного центру підприємства, перетворено на побутовий корпус.

### Криза підприємства

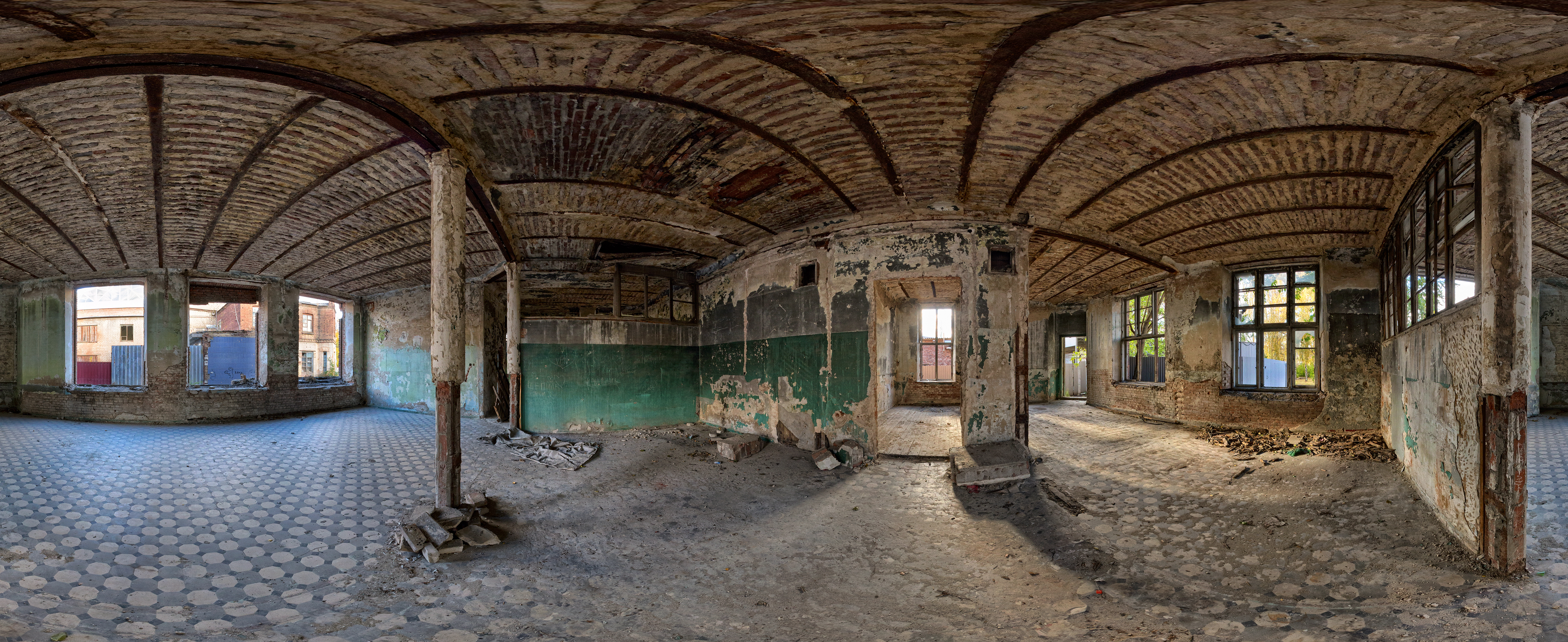
Сучасний вид зсередини

До 1995 року обсяг виробництва знизився більш ніж в 4 рази по відношенню до 1991 року.
У 1997 році почалася приватизація комбінату. У 1998 році комбінат було визнано банкрутом. У наступні роки майно комбінату реалізовувалася на торгах з метою погашення заборгованості.
2001 року підприємство було ліквідовано.

## Галерея

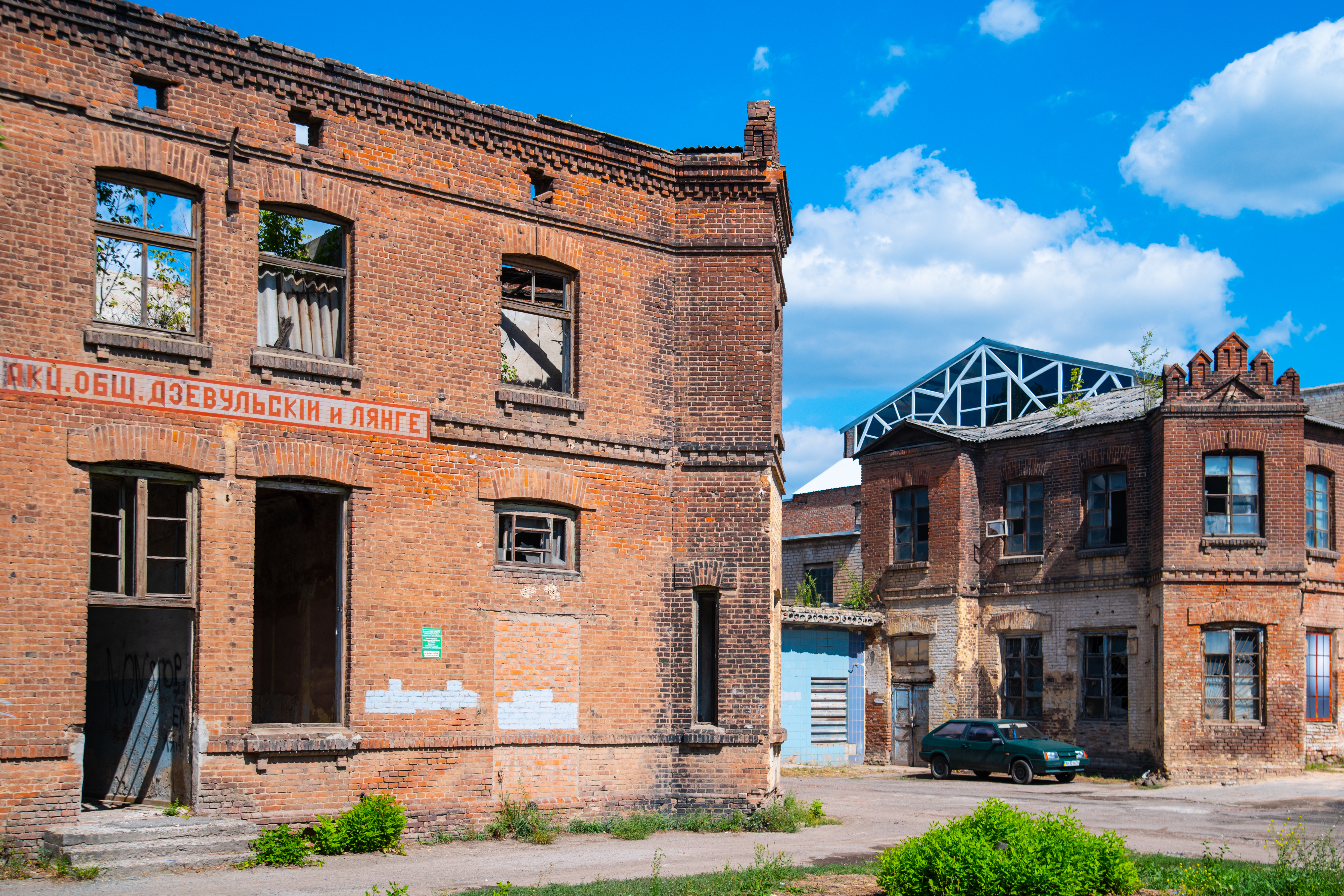
Історичний промисловий квартал
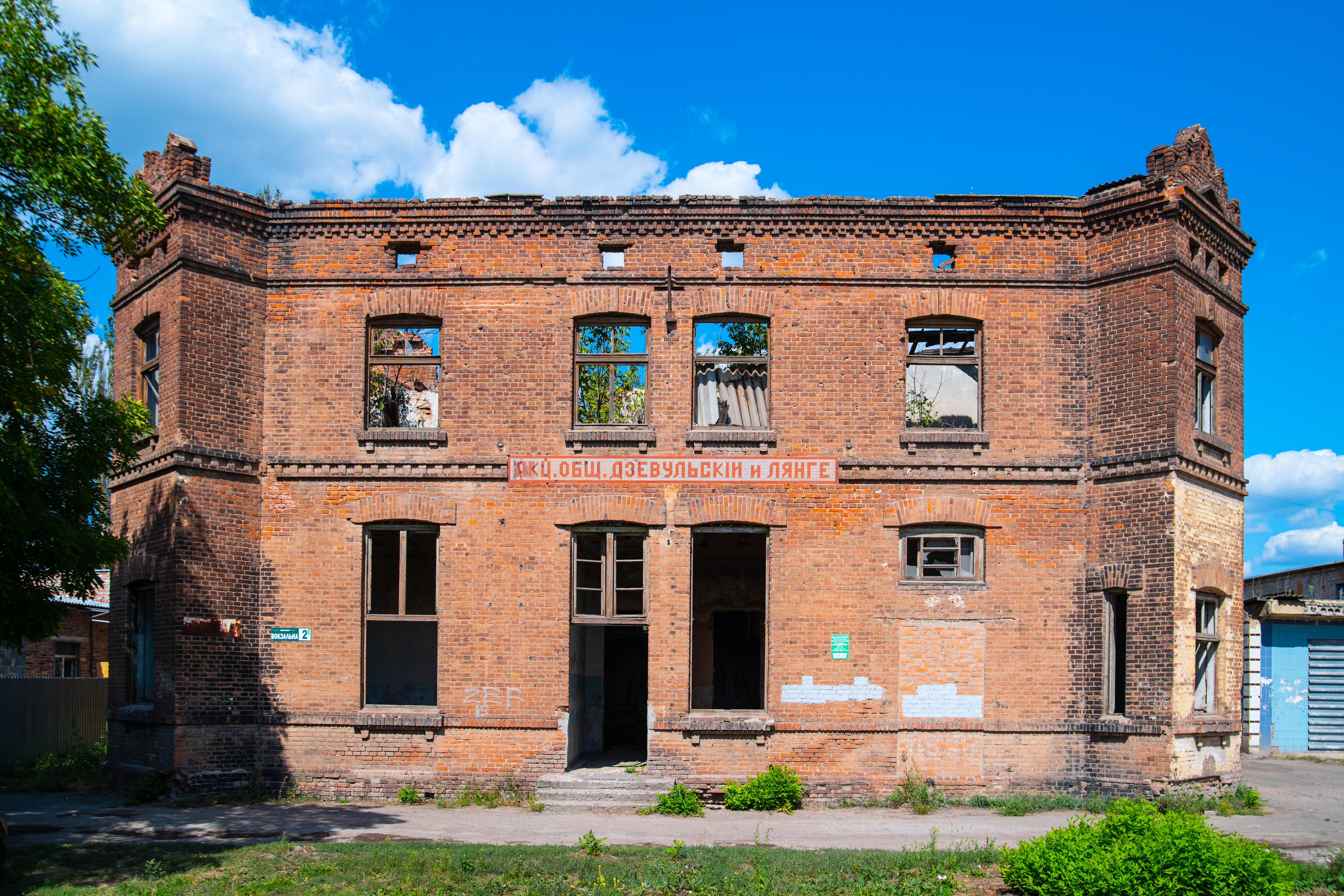
Вигляд з вулиці Вокзальної
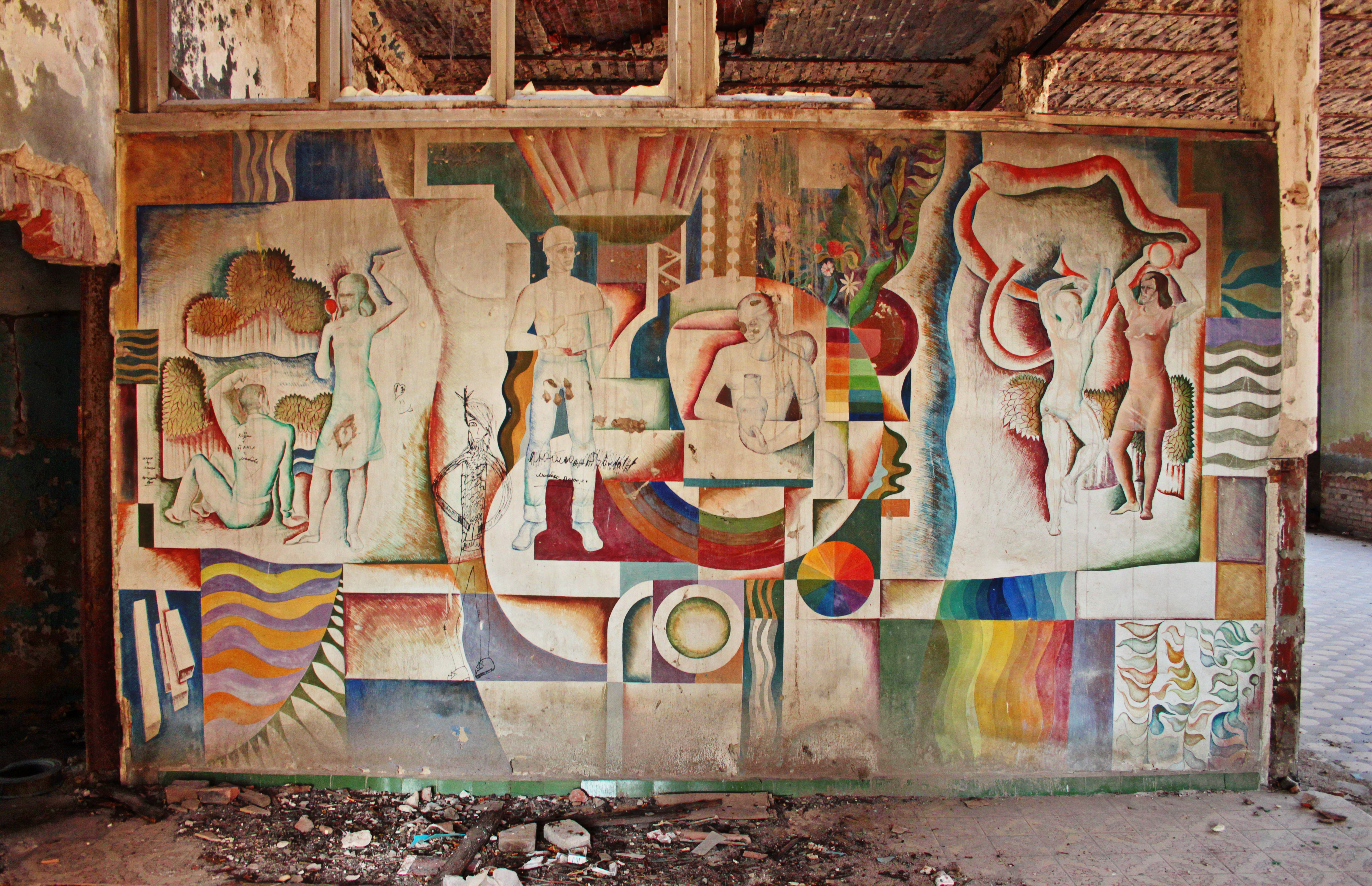
Мозаїка всередині